# Sottotonica
La sottotonica è il settimo grado di una scala diatonica.
Esso assume il nome sottotonica se dista un tono dalla tonica (nella scala minore naturale) e di sensibile se dista da essa solo un semitono. Nelle scale minori naturali (o eolie), nelle doriche, nelle frigie, nelle misolidie e nelle locrie si incontra sempre un settimo grado che dista un tono intero dalla tonica superiore.